# Siège de Bristol (1326)
Batailles
Entre le 18 et 26 octobre 1326, la reine Isabelle de France et son amant Roger Mortimer assiègent Bristol dans le cadre de leur invasion de l'Angleterre.

## Déroulement
Depuis la prise de Londres par Isabelle le 2 octobre, le favori du roi Édouard II, Hugues le Despenser, redoute qu'elle prenne Bristol où il s'est réfugié. Il positionne des archers devant la ville et déplace la population locale à l'intérieur du château.
Malgré des pertes initialement importantes, les soldats d'Isabelle continuent à charger le château. Ils utilisent des béliers et arrivent enfin à pénétrer dans la ville. Isabelle retrouve ses filles Aliénor et Jeanne qui avaient été confiées à la garde de Despenser en 1324. Après une dernière attaque, Despenser se rend le 26 octobre.
Accusé d'avoir encouragé le gouvernement illégal de son fils, de s'être enrichi aux dépens des autres, d'avoir spolié l'Église et d'avoir pris part à l'exécution illégale du comte de Lancastre en 1322, Despenser est condamné à mort et exécuté le lendemain. Il est pendu dans son armure puis décapité.
Son fils est capturé et exécuté le 24 novembre.